# Afrida zolda
Afrida zolda är en fjärilsart som beskrevs av Dyar 1913. Afrida zolda ingår i släktet Afrida och familjen trågspinnare. Inga underarter finns listade i Catalogue of Life.